# Heißenplatte
Die Heißenplatte ist ein 1593 m ü. NHN hoher Gipfel in den Schlierseer Bergen.
Der Gipfel ist zwar nur schwach ausgeprägt, bildet jedoch das Ende eines langen markanten Grates, der sich von der Aiplspitz aus nach Norden zieht. Über den Grat führt auch der Aufstieg zur Heißenplatte.